# コーディー・スタマン
コーディー・スタマン（Cody James Stamann、1989年11月9日-）は、アメリカ合衆国の総合格闘家。ミシガン州グランドラピッズ出身。

## 来歴
スタマンはミシガン州グランドラピッズで生まれ、グランドバレー州立大学に通い、レスリングを行っていた。また高校在学中の16歳の時にボクシングを始めた。ミシガン州に総合格闘技が紹介された際、彼を人生のトラブルから遠ざけるため、母親から総合格闘技への転向を勧められた。

### 初期のキャリア
スタマンは、アマチュアで19勝1敗の戦績を収め、7つのタイトルを取って2010年にプロ転向した。主にアメリカ合衆国中西部で、Knockout Promotions、Michiana Fight League、Triple X Cagefighting、Hoosier Fight Club等の団体で14勝1敗の成績を収めた後、UFCに参加した。ミシガン州最古かつ最大の総合格闘技リーグであるWarrior Xtreme Cagefightingでも戦った。

### UFC
2017年7月8日、UFC初参戦となったUFC 213でテリオン・ウェアと対戦して3-0の判定で勝利した。
2018年3月4日、UFC 222でバンタム級ランキング7位のブライアン・キャラウェイと対戦して2-1の判定で勝利した。
2018年9月8日、UFC 228でバンタム級ランキング8位のアルジャメイン・スターリングと対戦して2ラウンド膝十字固めで敗れた。
2019年3月2日、UFC 235でバンタム級ランキング13位のアレハンドロ・ペレスと対戦して3-0の判定で勝利した。
2019年12月7日、UFC on ESPN: Overeem vs. Rozenstruikでバンタム級ランキング13位のソン・ヤドンと対戦し、1-0の判定引き分け。海外のMMAメディアサイトの採点では14人中10人の記者がスタマン勝利を支持（残り4人はドロー支持）した。
2020年6月6日、フェザー級転向初戦となったUFC 250でブライアン・ケレハーと対戦し、3-0の判定勝ち。
2021年5月1日、UFC on ESPN: Reyes vs. Procházkaでバンタム級ランキング12位のメラブ・ドバリシビリと対戦し、0-3の判定負け。
2022年6月18日、UFC on ESPN: Kattar vs. Emmettでエディ・ワインランドと対戦し、スタンドパンチ連打で開始59秒のTKO勝ち。パフォーマンス・オブ・ザ・ナイトを受賞した。

## 戦績
| 総合格闘技 戦績 | 総合格闘技 戦績 | 総合格闘技 戦績 | 総合格闘技 戦績 | 総合格闘技 戦績 | 総合格闘技 戦績 | 総合格闘技 戦績 |
| --------------- | --------------- | --------------- | --------------- | --------------- | --------------- | --------------- |
| 30 試合         | (T)KO           | 一本            | 判定            | その他          | 引き分け        | 無効試合        |
| 21 勝           | 7               | 2               | 12              | 0               | 1               | 0               |
| 8 敗            | 0               | 3               | 5               | 0               | 1               | 0               |

| 勝敗 | 対戦相手                           | 試合結果                          | 大会名                               | 開催年月日     |
| ×    | ダモン・ブラックシア               | 1R 4:19 リアネイキドチョーク      | UFC Fight Night: Magny vs. Prates    | 2024年11月9日  |
| ×    | テイラー・ラピルス                 | 5分3R終了 判定0-3                 | UFC on ESPN 57: Cannonier vs. Imavov | 2024年6月8日   |
| ×    | ダグラス・シウバ・ジ・アンドラージ | 5分3R終了 判定0-3                 | UFC on ABC: Rozenstruik vs. Almeida  | 2023年5月13日  |
| ○    | ルアン・ラセルダ                   | 5分3R終了 判定3-0                 | UFC 283: Teixeira vs. Hill           | 2023年1月21日  |
| ○    | エディ・ワインランド               | 1R 0:59 TKO（スタンドパンチ連打） | UFC on ESPN 37: Kattar vs. Emmett    | 2022年6月18日  |
| ×    | サイード・ヌルマゴメドフ           | 1R 0:47 ギロチンチョーク          | UFC 270: Ngannou vs. Gane            | 2022年1月22日  |
| ×    | メラブ・ドバリシビリ               | 5分3R終了 判定0-3                 | UFC on ESPN 23: Reyes vs. Procházka  | 2021年5月1日   |
| ×    | ジミー・リベラ                     | 5分3R終了 判定0-3                 | UFC on ESPN 13: Kattar vs. Ige       | 2020年7月16日  |
| ○    | ブライアン・ケレハー               | 5分3R終了 判定3-0                 | UFC 250: Nunes vs. Spencer           | 2020年6月6日   |
| △    | ソン・ヤドン                       | 5分3R終了 判定1-0                 | UFC on ESPN: Overeem vs. Rozenstruik | 2019年12月7日  |
| ○    | アレハンドロ・ペレス               | 5分3R終了 判定3-0                 | UFC 235: Jones vs. Smith             | 2019年3月2日   |
| ×    | アルジャメイン・スターリング       | 2R3:42 膝十字固め                 | UFC 228: Woodley vs. Till            | 2018年9月8日   |
| ○    | ブライアン・キャラウェイ           | 5分3R終了 判定2-1                 | UFC 222: Cyborg vs. Kunitskaya       | 2018年3月4日   |
| ○    | トム・デュケノア                   | 5分3R終了 判定2-1                 | UFC 216: Ferguson vs. Lee            | 2017年10月7日  |
| ○    | テリオン・ウェア                   | 5分3R終了 判定3-0                 | UFC 213: Romero vs. Whittaker        | 2017年7月8日   |
| ○    | Zac Church                         | 2R2:38 TKO（パンチ）              | Knockout Promotions 55               | 2017年4月29日  |
| ○    | Bill Kamery                        | 1R4:59TKO（パンチ）               | Knockout Promotions 54               | 2017年3月17日  |
| ○    | Stephen Cervantes                  | 5分3R終了 判定2-1                 | Knockout Promotions 51               | 2016年11月5日  |
| ○    | Erik Vo                            | 3R1:22 キムラロック               | Knockout Promotions 50               | 2016年8月27日  |
| ○    | Farkhad Sharipov                   | 5分3R終了 判定3-0                 | Knockout Promotions 48               | 2016年3月26日  |
| ○    | Chris Dunn                         | 5分5R終了 判定3-0                 | Knockout Promotions 39               | 2015年10月24日 |
| ○    | Giovanni Moljo                     | 5分3R終了 判定3-0                 | Total Warrior Combat 26              | 2014年11月22日 |
| ×    | Lawrence DiGiulio                  | 5分3R終了 判定1-2                 | WXC 52                               | 2014年8月15日  |
| ○    | Ruben Baraiac                      | TKO（パンチ）                     | Triple X Cagefighting: Legends 4     | 2014年7月21日  |
| ○    | Jeremy Czarnecki                   | 5分5R終了 判定3-0                 | Triple X Cagefighting: Legends 3     | 2014年2月22日  |
| ○    | Adam Alvarez                       | 1R1:40 TKO（パンチ）              | Triple X Cagefighting: Legends 2     | 2013年10月19日 |
| ○    | Terry House Jr.                    | 5分3R終了 判定3-0                 | Hoosier Fight Club 16                | 2013年6月1日   |
| ○    | Benjamin Alexandercu               | 2R3:48 KO（パンチ）               | Local Kombat: New Begininngs         | 2013年2月22日  |
| ○    | Chris Bourdon                      | 1R0:08 ギロチンチョーク           | Impact Fight League 51               | 2012年11月17日 |
| ○    | Chad Coon                          | 1R3:49 TKO（パンチ）              | Impact Fight League 39               | 2011年11月19日 |

## 表彰
- UFC パフォーマンス・オブ・ザ・ナイト（1回）